# Републикански път III-1003
Републикански път IIІ-1003 е третокласен път, част от Републиканската пътна мрежа на България, на територията на Пернишка област, Община Перник. Дължината му е 8,1 km.
Пътят се отклонява наляво при 287,1 km на Републикански път I-1 и 90,2 km на Републикански път I-6 в южната част на село Драгичево, изкачва се по западния склон на планината Витоша, минава през селата Рударци и Кладница и завършва при хижа „Селимица“.
| Пътища, отклоняващи се надясно (населено място, № на пътя, посока на пътя) | km  | Пътища, отклоняващи се наляво (посока на пътя, № на пътя, населено място) |
| -------------------------------------------------------------------------- | --- | ------------------------------------------------------------------------- |
| Община Перник, I-1, 287,1 km, с. Драгичево ← I-6, 90,2 km, с. Драгичево →  | 0,0 | ← с. Драгичево, 287,1 km, I-1, Община Перник → с. Драгичево, 90,2 km, I-6 |
| (за яз. "Студена") общински път ←                                          | 1,8 | → общински път (за с. Мърчаево)                                           |
| с. Рударци                                                                 | 3,4 | с. Рударци                                                                |
| с. Кладница                                                                | 6   | с. Кладница                                                               |
| хижа „Селимица“                                                            | 8,1 | хижа „Селимица“                                                           |